# Concurso Brasileiro de Cervejas
O Concurso Brasileiro de Cervejas é o maior concurso cervejeiro do Brasil, que acontece anualmente durante o Festival Brasileiro da Cerveja, realizado em Blumenau - SC. Promovido pela Associação Brasileira de Degustadores de Cerveja (ABRADEG), este concurso teve sua primeira edição em 2013.